# Карсигнат
Карсигнат (др.-греч. Καρσίγνατος) — тетрарх Галатии, правивший во II веке до н. э.

## Биография
Карсигнат вместе с другим тетрархом Гайзаториксом признал свою зависимость от понтийского царя Фарнака I. Сапрыкин С. Ю. высказал предположение, что благодаря этому под юрисдикцию Понта перешли и некоторые фригийские владения Атталидов.
Однако во время войны 183—179 годов до н. э. Фарнака I с коалицией малоазийских правителей Пергама, Каппадокии и Вифинии галатские тетрархи решили перейти на сторону союзников. По мнению Сапрыкина С. Ю., причиной этому могло послужить избиение понтийским полководцем Леокритом наёмников-галатов в городе Тиос.